# Батіньйоль (кладовище)
Цвинтар Батіньйоль (фр. Cimetière des Batignolles) — цвинтар в Парижі, розташований у північно-східній частині XVII округу у кварталі Епінетт.
Відкрито цвинтар 22 серпня 1822 року. Це четвертий за розмірами цвинтар Парижа, його площа сягає 11 гектарів. Нині кладовище налічує 15 000 поховань. Це було місце поховань російської еміграції до початку існування кладовища Сент-Женев'єв-де-Буа.

## Відомі особистості, які поховані на цвинтарі
- Поль Верлен (1844—1896), поет.
- Леон Дьєркс (1838—1912), поет.

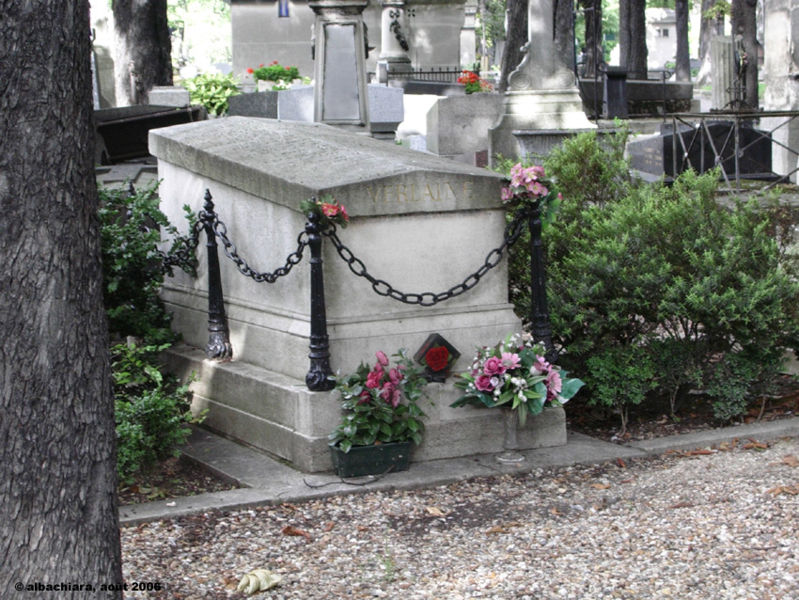
Могила Поля Верлена на цвинтарі

- Жан Едуар Вюйяр (1868—1940), художник.
- Якименко Федір Степанович (1876—1945) — український композитор, піаніст і педагог.
- Андре Бретон (1896—1966), поет.

### Останки перенесені з іншого цвинтаря
- Мілюков Павло Миколайович (1859—1943) (останки перенесені з іншого цвинтаря у 1954 році).

### Згодом останки перенесені на інший цвинтар
- Леон Бакст (1866—1924), російський художник.
- Шаляпін Федір Іванович (1873—1938) (згодом останки перенесені на Новодівочий цвинтар).
- Блез Сандрар (1887—1961), письменник (згодом останки перенесені на інший цвинтар).

## Адреса
- Cimetière des Batignolles: 8 rue Saint-Just, 75017 Paris 17 
метро: Porte de Clichy